# Girona FC
Girona Futbol Club, S.A.D. (phát âm tiếng Tây Ban Nha: [xiɾˈona futβˈol klˈub]) là một câu lạc bộ bóng đá chuyên nghiệp Tây Ban Nha có trụ sở tại Girona, Catalunya, Tây Ban Nha. Được thành lập vào ngày 23 tháng 7 năm 1930, đội đang thi đấu ở La Liga, nơi họ đã thăng hạng sau khi thắng play-off tại Segunda División năm  2022.
Girona tổ chức các trận đấu trên sân nhà Montilivi với sức chứa 14.624. Nó là một phần của City Football Group Limited. Câu lạc bộ cũng có các đội trẻ và đội nữ nghiệp dư để thi đấu.

## Cầu thủ

### Đội hình hiện tại
Tính đến ngày 30 tháng 8 năm 2024
Ghi chú: Quốc kỳ chỉ đội tuyển quốc gia được xác định rõ trong điều lệ tư cách FIFA. Các cầu thủ có thể giữ hơn một quốc tịch ngoài FIFA.
| Số | VT | Quốc gia    | Cầu thủ                                 |
| -- | -- | ----------- | --------------------------------------- |
| 1  | TM | Tây Ban Nha | Juan Carlos                             |
| 3  | HV | Tây Ban Nha | Miguel Gutiérrez                        |
| 4  | HV | Tây Ban Nha | Arnau Martínez (đội trưởng thứ 3)       |
| 5  | HV | Tây Ban Nha | David López                             |
| 6  | TV | Hà Lan      | Donny van de Beek                       |
| 7  | TĐ | Uruguay     | Cristhian Stuani (đội trưởng)           |
| 8  | TĐ | Ukraina     | Viktor Tsyhankov                        |
| 9  | TĐ | Tây Ban Nha | Abel Ruiz                               |
| 10 | TV | Colombia    | Yáser Asprilla                          |
| 11 | TĐ | Hà Lan      | Arnaut Danjuma (cho mượn từ Villarreal) |
| 13 | TM | Argentina   | Paulo Gazzaniga                         |
| 14 | TV | Tây Ban Nha | Oriol Romeu (cho mượn từ Barcelona)     |

| Số | VT | Quốc gia      | Cầu thủ                                   |
| -- | -- | ------------- | ----------------------------------------- |
| 15 | HV | Tây Ban Nha   | Juanpe                                    |
| 16 | HV | Tây Ban Nha   | Alejandro Francés                         |
| 17 | HV | Hà Lan        | Daley Blind                               |
| 18 | HV | Cộng hòa Séc  | Ladislav Krejčí                           |
| 19 | TĐ | Bắc Macedonia | Bojan Miovski                             |
| 20 | TĐ | Tây Ban Nha   | Bryan Gil (cho mượn từ Tottenham Hotspur) |
| 21 | TV | Venezuela     | Yangel Herrera                            |
| 22 | TV | Colombia      | Jhon Solís                                |
| 23 | TV | Tây Ban Nha   | Iván Martín (đội phó)                     |
| 24 | TĐ | Tây Ban Nha   | Portu                                     |
| 25 | TM | Tây Ban Nha   | Pau López (cho mượn từ Marseille)         |
| 27 | TĐ | Hà Lan        | Gabriel Misehouy                          |

### Đội dự bị
Ghi chú: Quốc kỳ chỉ đội tuyển quốc gia được xác định rõ trong điều lệ tư cách FIFA. Các cầu thủ có thể giữ hơn một quốc tịch ngoài FIFA.
| Số | VT | Quốc gia    | Cầu thủ             |
| -- | -- | ----------- | ------------------- |
| 28 | TV | Tây Ban Nha | Selvi Clua          |
| 30 | TĐ | Tây Ban Nha | Iker Almena         |
| 35 | HV | Hungary     | Antal Yaakobishvili |

| Số | VT | Quốc gia    | Cầu thủ     |
| -- | -- | ----------- | ----------- |
| —  | TM | Tây Ban Nha | Sergi Puig  |
| —  | HV | Tây Ban Nha | Oriol Comas |
| —  | TĐ | Hàn Quốc    | Kim Min-su  |

### Cho mượn
Ghi chú: Quốc kỳ chỉ đội tuyển quốc gia được xác định rõ trong điều lệ tư cách FIFA. Các cầu thủ có thể giữ hơn một quốc tịch ngoài FIFA.
| Số | VT | Quốc gia    | Cầu thủ                                       |
| -- | -- | ----------- | --------------------------------------------- |
| —  | TM | Tây Ban Nha | Toni Fuidias (tại Cartagena đến 30/6/2025)    |
| —  | HV | Tây Ban Nha | Valery Fernández (tại Mallorca đến 30/6/2025) |
| —  | TV | Mali        | Ibrahima Kébé (tại Lommel đến 30/6/2025)      |

| Số | VT | Quốc gia    | Cầu thủ                                 |
| -- | -- | ----------- | --------------------------------------- |
| —  | TĐ | Maroc       | Ilyas Chaira (tại Oviedo đến 30/6/2025) |
| —  | TĐ | Tây Ban Nha | Joel Roca (tại Mirandés đến 30/6/2025)  |

## Ban quản lý, huấn luyện

### Đội ngũ kỹ thuật hiện tại
| Chức vụ      | Tên                  |
| ------------ | -------------------- |
| HLV trưởng   | Míchel               |
| Trợ lý HLV   | Salva Fúnez          |
| HLV thể hình | David Porcel         |
| HLV thủ môn  | Juan Carlos Balaguer |

Cập nhật lần cuối: ngày 8/11/2021
Nguồn: Girona (bằng tiếng Tây Ban Nha)

### Ban giám đốc
| Văn phòng           | Tên              |
| ------------------- | ---------------- |
| Chủ tịch            | Delfí Geli       |
| Chủ tịch HĐQT       | Pere Guardiola   |
| Phó chủ tịch        | Diego Gigliani   |
| Thành viên Hội đồng | Marcelo Claure   |
| Thành viên Hội đồng | John MacBeath    |
| Thành viên Hội đồng | Roger Solé       |
| Thành viên Hội đồng | Simon Cliff      |
| Giám đốc điều hành  | Ignacio Mas-Bagà |

Cập nhật lần cuối: tháng 12/2022
Nguồn: Girona FC

## Danh hiệu

### Quốc gia
- Segunda División B
  - Vô địch (1): 2007–08
- Tercera Division
  - Vô địch (5): 1933–34, 1947–48, 1954–55, 1988–89, 2005–06

### Danh hiệu khu vực
- Siêu cúp Catalunya
  - Vô địch (1):  2019